# Ghiacciaio Arriens
Il ghiacciaio Arriens (in inglese Arriens Glacier) è un piccolo ghiacciaio tributario situato sulla costa di Lars Christensen, nella Terra di Mac. Robertson, in Antartide. Il ghiacciaio, il cui punto più alto si trova a circa 1100 m s.l.m., si trova a sud di punta Casey, nella scarpata di Mawson, e fluisce verso ovest fino ad unirsi al flusso del ghiacciaio Lambert.

## Storia
Il ghiacciaio Arriens è stato mappato grazie a fotografie aeree scattate durante le spedizioni di ricerca australiane del 1956, del 1960 e del 1973 e battezzato dal Comitato australiano per i toponimi e le medaglie antartici in onore di P. Arriens, geocronologo membro del gruppo che esplorò i monti del Principe Carlo durante la spedizione di ricerca australiana nel 1973.